# 猿飛佐助 (NHK人形劇)
猿飛佐助（さるとび さすけ）は、1953年11月18日～1953年12月30日まで、NHKテレビ（現：NHK総合テレビ）で放送された日本の人形劇（全4回）。

## 概要
人形劇シリーズ『マリオネット』の第2作目であり、最短の作品。

## 放送リスト
| 話数   | 放送日         | タイトル     |
| ------ | -------------- | ------------ |
| 1      | 1953年11月18日 | 忍術修業の巻 |
| 2      | 1953年12月9日  | 山賊退治の巻 |
| 3      | 1953年12月23日 | 佐助任官の巻 |
| 最終回 | 1953年12月30日 |              |

## 現存する映像
NHKが確認したところ、映像は1つも存在しなかった。